# Geek

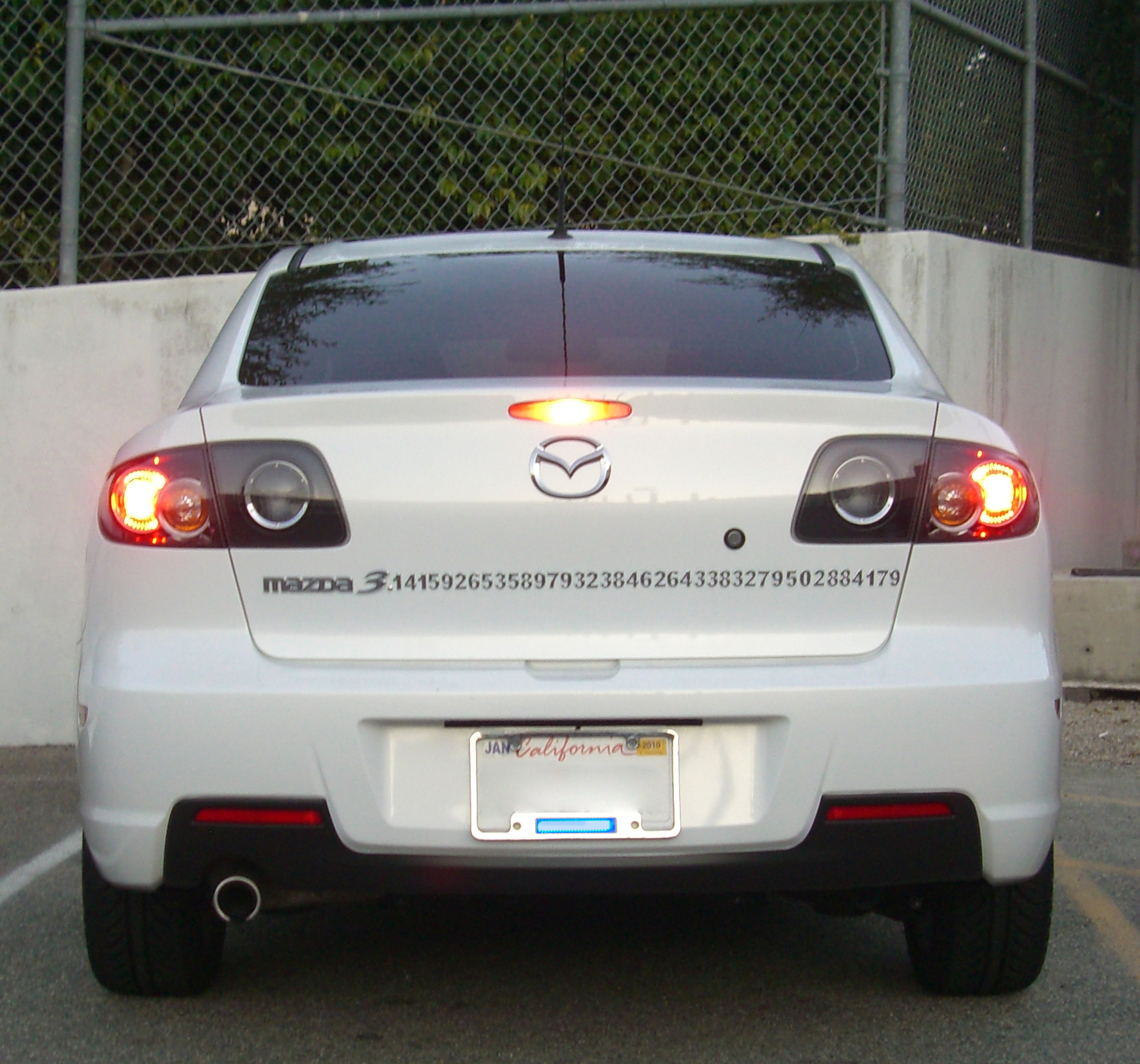
Geeks hebben meestal een sterke band met exacte wetenschappen als wiskunde, zoals hier te zien met het plaatsen van het getal π op een auto. In dit geval zijn het 39e en 40e cijfer per ongeluk verwisseld.

Geek is een Engelse benaming voor iemand die gepassioneerd is door wetenschap en technologie. Oorspronkelijk had het een eerder pejoratieve betekenis gelijkaardig aan nerd, maar wordt ook wel als een geuzennaam gebruikt met als bekendste voorbeelden de Geek Squad in de Amerikaanse winkelketen Best Buy en het boek The Geek Manifesto.

## Etymologie
Het woord is afkomstig van het Middelnederduitse geck en is dus cognaat met het Nederlandse 'gek'. Tot voor kort werd het vooral gebruikt voor mensen die (in het openbaar) bizarre dingen doen (in modern Engels meestal freak).

## Geek chic
'Geek chic' verwijst naar het aannemen van een stijl geassocieerd met de stereotypische geek. Karakteristiek zijn een bril met zwaar montuur, T-shirts met referenties aan specifieke (wetenschappelijke) onderwerpen en hoogtechnologische accessoires.